# Ташаузская область

Ташау́зская область — административная единица на территории Туркменской ССР, существовавшая в 1939—1963 и 1970—1992 годах. 14 декабря 1992 года на территории области образован Дашховузский велаят, после переименования Дашогузский велаят.
Площадь — 73,6 тыс. км². Население — 665 тыс. чел. (1987 год), в том числе городское — 31 %. Административно состояла из 8 районов, включала 2 города, 7 пгт (1987).
Административный центр — город Ташауз.
Расположена на юге Туранской низменности, в пределах пустыни Каракумы.

## Административное деление
Область создана Указом Президиума Верховного Совета СССР от 21 ноября 1939 года.
В 1939 область делилась на 9 районов: Андреевский, Дарган-Атинский, Ильялинский, Калининский, Куня-Ургенчский, Ленинский, Тахтинский, Ташаузский и Тельманский. В 1944 Дарган-Атинский район передан в Чарджоускую область. В 1955 упразднён Андреевский район. 10 января 1963 года область была упразднена. Одновременно упразднены Ильялинский и Тельманский район. Остальные районы переданы в республиканское подчинение.
14 декабря 1970 года, когда область была восстановлена, она делилась на Ильялинский, Калининский, Куня-Ургенчский, Ленинский, Тахтинский и Ташаузский районы. В 1975 образованы Октябрьский и Тельманский (упразднён в 1988) районы.

## Природа
Климат — резко континентальный. Главная река — Амударья.

## Население
В 1939 в области проживало 255,2 тыс. чел. В том числе туркмены — 56,0 %; узбеки — 26,3 %; казахи — 10,3 %; русские — 3,8 %; каракалпаки — 1,3 %. К 1987 население области увеличилось до 665 тыс. чел.

## Экономика
- Ведущие отрасли промышленности — лёгкая (в том числе хлопкоочистительная) и пищевая (маслобойно-жировая, мясо-молочная, консервная) отрасли промышленности. Развиты металлообработка, производство стройматериалов.
- Большинство промышленных предприятий — в городе Ташауз.
- Сельское хозяйство специализируется на хлопководстве, мясо-молочном скотоводстве и каракульском овцеводстве. Поливное земледелие. Ирригационные системы:
  - Гылычбай
  - Шават
  - Совет-Яб
  - Газабат
  - Кыпчак-Бозеу
- Свыше 60 % посевной площади под хлопчатником. Выращивают также зерновые (основные район рисосеяния Туркменской ССР), овоще-бахчевые, кормовые культуры. Разводят крупный рогатый скот, овец, коз, лошадей, верблюдов. Шелководство.